# 印度兵

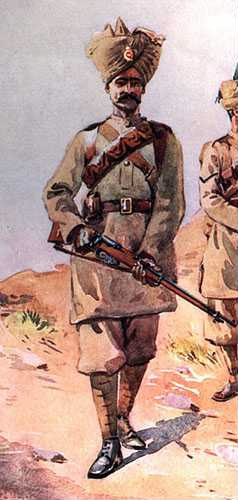
20世纪初的英军西帕依。

西帕依（/ˈsiːpɔɪ/；英文：Sepoy），又译印度兵、印度土兵，旧时指西方军队中的印度士兵，现今印度陆军、巴基斯坦陆军和孟加拉陆军都保留了此词语作为列兵的称呼。

## 词源及旧时用法
西帕依或希帕希（Sepâhi）都源自波斯语，都可以理解为莫卧儿帝国步兵。不过，希帕希在奥斯曼帝国指的是一种精锐骑兵。
不列颠东印度公司的部队在18世纪开始使用西帕依一词。当时，称呼土著士兵的词语还有“Peon”、“Gentoo”、“Meste”和“Topass”。这个词语最初指没有军服也没有纪律的印度教或穆斯林教士兵。这个词语后来演变成一个笼统稱呼，指驻守印度的西方军队中的土著士兵。

### 蒙兀爾帝国西帕依
西帕依在蒙兀爾帝国和迈索尔王国都指步兵。奥朗则布在在位期间，建立了多个装备火绳枪、火箭和手榴弹的西帕依营。西帕依营在莫卧儿围攻比德尔、比賈布爾和戈爾康達等城的时候，表现皆十分出色。

### 英国西帕依
起初，英国人在马德拉斯和孟买管辖区的土著社群中，征募西帕依，只要有良好的体魄和一定等级的种姓，即可服役。但是，英国人在孟加拉的做法并不相同，英国人在此处只征募主要来自今日北方邦和比哈尔邦的高种姓土著。西帕依营或者西帕依团的成员，通常都来自同一个社群、村落，甚至是家族。西帕依营的指挥官一般都会由村长（Mai Baap）兼任。团旗代表了单位（Paltan）的荣誉（Izzat），也能够在战斗中起到集结点的作用。所有新兵都要在团旗面前宣誓。团旗都会妥善地存放在称为Quarter guard的仓库之中。誓词是由东印度公司编写的。
西帕依的薪酬并没有大幅超过土邦士兵的薪酬，不过，东印度公司会定期发放薪酬，而土邦君主就经常拖欠薪酬。西帕依在国外作战时，可以提前领取薪酬，而西帕依所属家庭也可以领取西帕依的薪酬。东印度公司会向西帕依派发军粮、武器、军服和弹药，而土邦君主就不同，土邦君主一般都会要求士兵自己装备自己，并且通过掠夺来取得军粮。
上述因素在训练精良、纪律严明的西帕依之间营造了一股正面风气，并且令西帕依持有一份荣誉感，而这两个正面影响，成为了西帕依在印度和国外为英国立下功勋的关键。
印军哗变平息后，东印度公司余下的部队被英国政府并入新建的印度陆军，由英国君主直接控制。“西帕依”一词开始用以称呼军衔在准下士以下的印度士兵。不过，同等军衔的骑兵则称为“Sowar”，或者是列兵（Trooper）。

### 法国西帕依
法国东印度公司（Compagnie des Indes）在1719年创立后，开始运用西帕依（Cipaye）来扩充以法国正规兵和瑞士雇佣兵为骨干的印度驻军。到了次年，在法军中服役的西帕依已经有10,000人左右。1760年，法军在万达瓦西战役（Battle of Wandewash）中被英军彻底击败。法国东印度公司裁减了不少西帕依。不过，在1898年之前，法国在本地治里维持了一定数量的印度西帕依军团（corps militaire des cipayes de l'Inde）。1898年之后，取代印度西帕依军团的是土著国家宪兵。

### 葡萄牙西帕依
葡属印度殖民地也有一定数量的西帕依。葡萄牙军方将部分西帕依派往其他殖民地，尤其是西非和东非的殖民地服役。西帕依（Cipaio）一词被葡萄牙人用来称呼非裔士兵、警察。

## 其他用法
Sipahi源自波斯语同一个词，只是途径不同。巴斯克自治区的左翼组织用这个词来称呼当地警察，暗示他们并非国民警察，而是外族占领者的仆役。
在英屬緬甸，來自印度的建築工人移民被稱為孟加拉西帕伊。